# ريكاردو مورينو
ريكاردو مورينو (بالإسبانية: Ricardo Moreno)‏ (7 فبراير 1937 في المكسيك - 25 يونيو 2008) هو ملاكم مكسيكي، صنّف ضمن فئة وزن الريشة السوبر ‏.

## إحصائيات
خاض خلال مسيرته 73 نزالا، فاز في 60 وتعادل في 1 وخسر في 12. فاز بالضربة القاضية في 59 نزالا.

## روابط خارجية
- ريكاردو مورينو على موقع IMDb (الإنجليزية)
- ريكاردو مورينو على موقع قاعدة بيانات الفيلم (الإنجليزية)
- ريكاردو مورينو على موقع بوكس ريك (الإنجليزية) (registration required)